# Pulchrana laterimaculata
Pulchrana laterimaculata es una especie de anfibio anuro de la familia Ranidae.

## Distribución geográfica
Esta especie se encuentra:
- en Indonesia en la isla Natuna;
- en Malasia peninsular y el estado de Sarawak, Borneo;
- en Singapur;
- en el extremo sur de Tailandia.[3]

## Publicación original
- Barbour & Noble, 1916 : New amphibians and a new reptiles from Sarawak. Proceedings of the New England Zoölogical Club, Cambridge, Massachusetts, vol. 6, p. 19-22[4]